# Ель-Азрак (заповідник)
Заповідник Ель-Азрак (араб. محمية الأزرق المائية) — охоронна зона водно-болотних угідь у Йорданії, створена в 1978 році на околиці міста Ель-Азрак у провінції Ез-Зарка. Складається з оази Ель-Азрак і прилеглих до неї боліт. Живиться переважно зі штучних джерел, оскільки природна водойма висохла ще в 1994 році. Входить до переліку рамсарських угідь.

## Історія
Водно-болотні угіддя заповіднику утворилися близько 250 тис. років тому після наповнення з водоносних горизонтів, викликаних геологічними змінами.
Ель-Азрак є північною межею Ваді-ес-Сірхану — западини та історичної області, що простягається на 140 км углиб Аравійського півострова. Відтак, споконвіку він був перехрестям торгових шляхів між Аравією, Месопотамією та Сирією, оскільки через наявність прісної води в оазі зупинялися численні каравани, що на верблюдах перевозили прянощі та трави. До того ж Ель-Азрак був важливим пунктом у міграціях перелітних птахів, що зупинялися біля водойми під час дальніх подорожей між Африкою та Європою.
Починаючи з 1960-х років багаті водні ресурси об'єкта стали спрямуватися на підтримку стрімко зростаючого населення Амману. Сьогодні понад чверть усієї питної води до столиці постачається з Ель-Азраку.
В 1978 році йорданське Королівське товариство охорони природи вирішило створити в Азраці природний заповідник. Втім, вже 1992 року природні ставки оази пересохли, оскільки водоносні горизонти перестали забезпечувати оазу водою в достатній кількості. Уся популяцій водяних буйволів Азраку загинула, а більшість перелітних птахів натомість вирушила до Галілейського моря.

## Сучасний стан

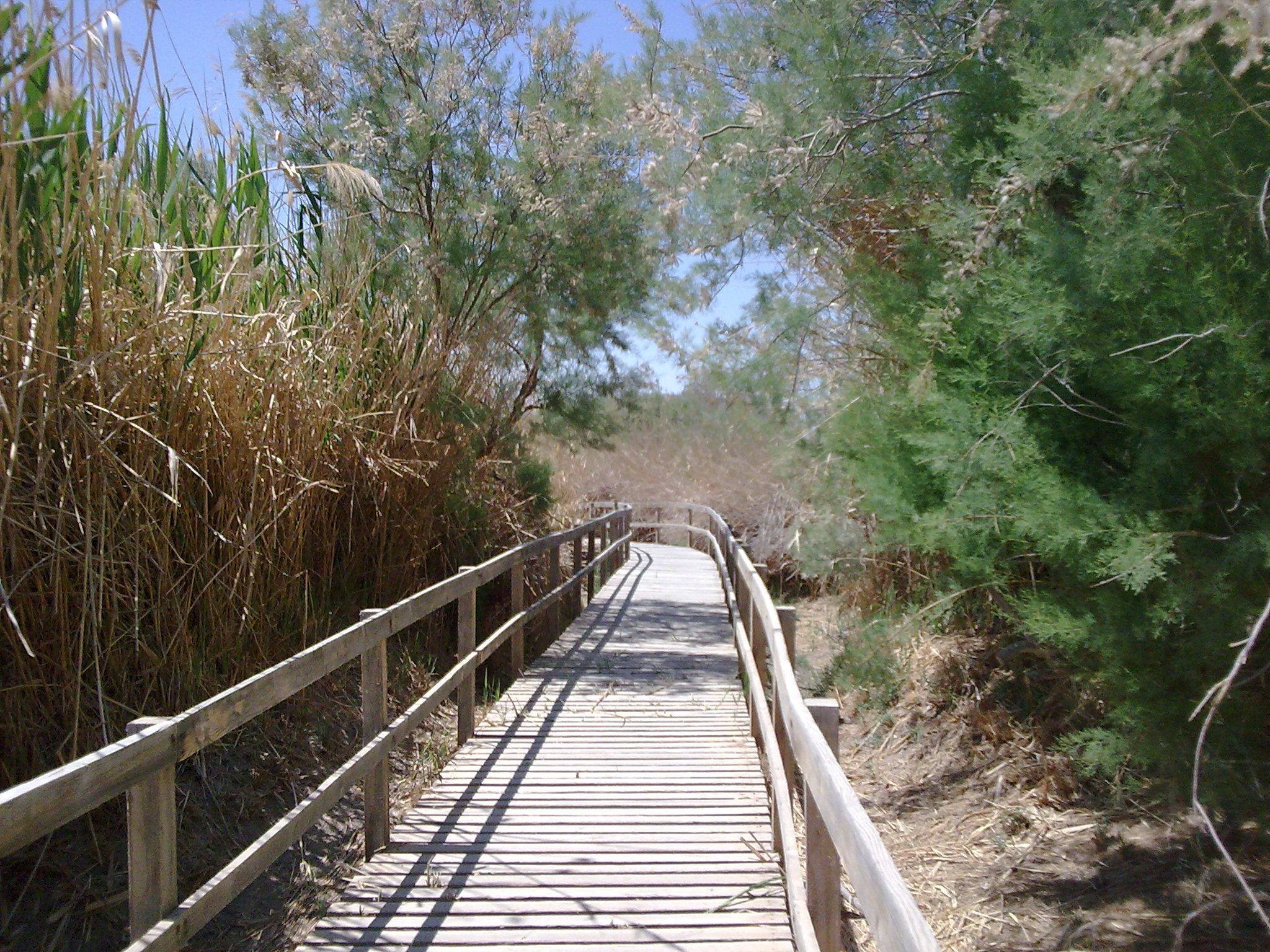
Стежка вздовж болот

Сьогодні водно-болотні угіддя Азраку перебувають в стані екологічного колапсу. Втім, уряд Йорданії продовжує докладати чимало зусиль для відновлення водних ресурсів оази. Щороку Міністерство водних ресурсів Йорданії забезпечує 10 млн м² води для підтримки Ель-Азраку, яких достатньо лише для відновлення 10 % від його початкового розміру. На даний час існують понад 500 незаконних колодязів, через які з Азраку викачується вода. Всього за 37 років кількість перелітних птахів оази зменшилася з 347 тисяч у 1967 році до 1200 птахів у 2000 році. 25 км² колись добре зволожених земель тепер є висохлими.

## Тваринний світ
Перелітні птахи дістаються Ель-Азраку з Анатолії, Скандинавії, Сибіру та Африки. Після заходів, спрямованих на відновлення водно-болотних угідь, деякі з видів птахів стали повертатися до оази, а саме: пікір великий, очеретянка середземноморська, снігар блідий і лунь очеретяний.
Серед 280 перелітних птахів заповіднику є брижач, чоботар, побережник малий і пісочник малий. Крім того, в Азраці зупиняється кілька хижих птахів, наприклад, осоїд та лунь лучний.
З давніх часів оаза, в екологічному плані, була ніби продовженням Африки. Колись в Азраці мешкало багато тварин, що часто характеризувалися як африканські. Серед цих видів були: сирійський дикий осел, дикий верблюд, носоріг, бегемот, слон індійський, газель, тур, гепард азійський, страус арабський, лев азійський та орикс білий тощо. Усі ці тварини, за винятком газелі, більше в Азраці та Йорданії не зустрічаються.